# Liste albanischer Exonyme für deutsche Toponyme
In dieser Liste werden Orten im deutschen Sprachraum (Städte, Flüsse, Inseln etc.) die Bezeichnungen gegenübergestellt, die im Albanischen üblich sind. In der Regel werden Buchstaben so ersetzt, dass die Aussprache dem Original möglichst nahekommt, also beispielsweise w durch v, z durch c, ü durch y, sch durch sh und ch durch h ersetzt.
Die albanische Sprache kennt auch für Namen eine bestimmte und unbestimmte Form, die sich in der Endung des Worts ausdrückt. Insofern gibt es für jeden Ort noch eine zweite Fassung – meistens die bestimmte Form, bei der einfach ein i oder ein u an den Ortsnamen angehängt wird.

## A
- Ahen/i, auch Ahën/i: Aachen
- Ajzenah/u: Eisenach

## B
- Bazel/i: Basel
- Berlin/i: Berlin
- Bernë/a: Bern
- Bon/i: Bonn
- Brandenburg/u: Brandenburg
- Bremen/i: Bremen
- Buhenvald/i: Buchenwald

## C
- Cyrih/u, auch Zyrih/u: Zürich

## D
- Dancig/u: Danzig
- Dortmund/i: Dortmund
- Drezden/i: Dresden
- Dyseldorf/i, auch Dyzeldorf/i: Düsseldorf

## E
- Elbë/a: Elbe
- Erfurt/i: Erfurt
- Esen/i: Essen

## F
- Frajburg/u në Breisgau: Freiburg im Breisgau
- Frankfurt/i mbi Majn: Frankfurt am Main
- Frankfurt/i mbi Oder: Frankfurt an der Oder

## G
- Galac/i: Galatz
- Grac/i: Graz
- Gjenevë/a / Genf

## H
- Hajdelberg/u: Heidelberg
- Hamburg/u: Hamburg
- Hanover/i: Hannover

## I
- Insbruk/u: Innsbruck

## J
- Jenë/a: Jena

## K
- Këln/i: Köln
- Kemnic/i: Chemnitz
- Koblenc/i: Koblenz
- Konstancë/a: Konstanz

## L
- Lajpcig/u: Leipzig
- Linc/i: Linz
- Luksemburg/u: Luxemburg
- Lucern/i: Luzern

## M
- Majnc/i: Mainz
- Manhajm/i: Mannheim
- Mauthauzen/i: Mauthausen
- Mynih/u: München

## N
- Nyremberg/u, auch Nyrëmberg/u: Nürnberg

## O
- Oder/i: Oder
- Oldenburg/u: Oldenburg

## P
- Pëlzen/i: Pilsen
- Pocdam/i: Potsdam

## R
- Rin/i: Rhein
- Rur/i: Ruhr

## S
- Saksoni/a: Sachsen
- Sarëbryken/i: Saarbrücken
- Salcburg/u: Salzburg

## Sh
- Shën-Galen/i: St. Gallen
- Shën-Gotard/i: St. Gotthard
- Shlesvig-Holshtajn/i: Schleswig-Holstein
- Shtutgart/i: Stuttgart

## T
- Tisë/a: Theiß
- Tyringi/a: Thüringen

## V
- Vaduz/i: Vaduz
- Vestfali/a: Westfalen
- Vintertur/i: Winterthur
- Vizëbaden/i: Wiesbaden
- Vjenë/a: Wien

## Z
- Zale/ja: Saale
- Zolingen/i: Solingen
- Zyrih/u, auch Cyrih/u: Zürich

## Quelle
- Oda Buchholz, Wilfried Fiedler, Gerda Uhlisch: Handwörterbuch Albanisch. Hrsg.: Langenscheidt-Redaktion. Langenscheidt, Berlin, München 2000, ISBN 978-3-468-05395-5, Geographische Namen, S. 824–827.
- Armin Hetzer: Albanisch-deutsches und deutsch-albanisches Taschenwörterbuch. mit rd. 12 000 Stichwörtern und Redewendungen. Helmut Buske Verlag, Hamburg 1990, ISBN 3-87118-946-4.